# Villequiers
Villequiers település Franciaországban, Cher megyében. Lakosainak száma 445 fő (2022. január 1.). Villequiers Chassy, Couy, Garigny, Gron, Mornay-Berry és Baugy (Cher) községekkel határos.

## Népesség
A település népessége az elmúlt években az alábbi módon változott:
| Lakosok száma | 534  | 433  | 466  | 507  | 503  | 486  | 479  | 464  | 460  | 445  |
|               | 1968 | 1982 | 1990 | 2006 | 2013 | 2015 | 2017 | 2019 | 2020 | 2022 |